# Masters of Doom
Masters of Doom. Ovvero come due ragazzi hanno creato un impero e trasformato la cultura pop è un libro scritto dal giornalista statunitense David Kushner nel 2003; racconta la storia della software house texana id Software.

## Contenuto
Partendo dalle vite dei due membri più influenti, John Carmack e John Romero, ai quali sono dedicati i primi due capitoli del libro, Kushner racconta i grandi successi di id Software come Commander Keen, Wolfenstein 3D e Doom, ma anche i retroscena che hanno portato all'allontanamento di John Romero dalla compagnia nel 1996.
Il libro, sebbene scritto in forma di romanzo, è il frutto di centinaia di interviste eseguite da Kushner in sei anni di lavoro.
Nel 2005 è stato annunciato un film per la televisione ispirato al libro.

## Edizioni
- David Kushner, Masters of Doom, traduzione di Fabio Cristi, 1ª ed., Multiplayer Edizioni, 20,  pp. 298, cap. 16, ISBN 88-89164-19-0.